# Los Angeles : Alerte maximum
Pour plus de détails, voir Fiche technique et Distribution.
Los Angeles : Alerte maximum (titre original : Right at Your Door) est un thriller américain réalisé par Chris Gorak, sorti en 2006.

## Synopsis
Des bombes sales explosent à Los Angeles, bloquant les autoroutes et propageant un nuage toxique. L'état d'urgence est décrété par les autorités qui ordonnent à la population de se calfeutrer dans leurs maisons. Brad applique les consignes mais sa femme, Lexi, reste injoignable. Lorsque celle-ci parvient finalement à rejoindre le domicile familial, Brad est face à un dilemme : sauver la femme qu'il aime et risquer la contamination ?

## Fiche technique
- Titre original : Right at Your Door
- Titre français : Los Angeles : Alerte maximum
- Réalisation : Chris Gorak
- Scénario : Chris Gorak
- Production : Palmer West, Jonah Smith
- Société de distribution : Lionsgate
- Musique : Tomandandy
- Pays d'origine :  États-Unis
- Langue : anglais
- Format : Couleur
- Genre : thriller
- Durée : 96 minutes

## Distribution
- Mary McCormack (VF : Marjorie Frantz) : Lexi
- Rory Cochrane (VF : Tanguy Goasdoué) : Brad
- Scotty Noyd Jr. : Timmy
- Tony Perez : Alvaro
- Jon Huertas : Rick
- Max Kasch (VF : Fabien Jacquelin) : Corporal Marshall
- David Richards : Neil Simmons
- Nina Barry : Kathy Reynolds
- Jenny O'Hara : la mère de Lexi

- Version française
  - Société de doublage :
  - Direction artistique :
  - Adaptation des dialogues :

Source VF : RS Doublage

## Récompenses et distinctions

### Sundance Film Festival2006
Récompenses
- Prix de la meilleure photographie

Nominations
- Grand Prix du Jury - Fiction américaine
- Prix du Public - Films de fiction
- Prix de la Meilleure réalisation - Films de fiction
- Waldo Salt Screenwriting Award (Films de fiction)
- Prix spécial du jury - Fiction américaine